# Сабартес, Хайме
Ха́йме Сабарте́с и Гуа́ль (кат. Jaime (Haime, Jaume)  Francisco Obach Maria Oromi Sabartes i Gual; 10 июня 1881, Барселона — 13 февраля 1968, Париж) — каталонский скульптор, писатель, публицист, поэт, коллекционер.

## Биография и творчество
Хайме Сабартес родился 10 июня 1881 года в Барселоне на улице Сан-Педро, 84 и был крещён 16 июня. Его отцом был школьный учитель Франсиско Сабартес (кат. Francisco Sabartés Obach). Его мать — уроженка Барселоны Мария Гуаль Ороми (кат. María Gual Oromí). Художник Жоан Миро приходился Сабартесу двоюродным братом.
В 1899 году в Барселоне Сабартес познакомился с Пабло Пикассо. Знакомство переросло в тесную дружбу, которая продлилась до самой смерти Сабартеса. Вместе они часто посещали пивной бар «Четыре кота», место встреч барселонской богемы и интеллигенции.
В 1901 году Сабартес учился искусству скульптора у Мануэля Фукса, в школе искусств и ремёсел Лотьжа (кат. Llotja). Он участвовал в выставке в барселонской галерее «Сала Парес» (кат. Sala Pares) наравне с известными скульпторами и представил бронзовые скульптуры-бюсты детей и девушек. В этом же году Сабартес переехал в Париж, осенью Пабло Пикассо пишет первый портрет Сабартеса, вернулся в родной город в 1902 году.
В марте 1903 года Сабартес под псевдонимом Якобус Сабартес (кат. Jacobus Sabartés) попробовал себя в прозе, однако не имел особого успеха. В 1904 году после отъезда Пикассо в Париж Сабартес отправился в Гватемалу к своему дяде по материнской линии Франциско Гуаль Ороми (кат. Francisco Gual Oromi) и увёз с собой несколько портретов работы Пикассо. В магазине дяди Хайме устраивает встречи с местными писателями и художниками. Здесь он познакомился с Рафаэлем Аревало Мартинесом, Августином Ириарте, Карлосом Валенти, Карлосом Мерида и познакомил их с работами барселонского художника Исидро Нонеля.
В 1907 году Сабартес познакомился с Розой Роблес Корсо (Rosa Robles Corzo), которая была старше своего избранника на семь лет. Их бракосочетание состоялась 11 января 1908 года.
В 1910 году Хайме Сабартес организовал первую выставку картин Карлоса Мериды в редакции газеты «El Economista».
В 1912 году Хайме Сабартес с женой переехали в Нью-Йорк, в 1913 году они вернулись в Гватемалу и поселились в Кесальтенанго. Сабартес работал в местных газетах, таких как «Эль Комерсио», где он впоследствии стал директором. Он также был директором «Диарио Лос-Альтос».
В 1914 году у Сабартеса родился сын Марио де Хесус Сабартес Роблес (Mario de Jesús Sabartés Robles). После свержения диктатора Мануэля Эстрада Кабрера в апреле 1920 года семья Сабартеса переезжает в город Гватемала. 6 июня Сабартес участвовал в создании «Alianza Francesa», став одним из первых профессоров альянса. Он также работал преподавателем в Центральном институте для мальчиков и Академии изящных искусств, а также сотрудничал с несколькими газетами и журналами. После увольнения с поста редактора журнала «Центральная Америка» в 1921—1926 годах работал журналистом в президентском дворце, и его статьи публиковались в передовых печатных изданиях. 

«Диана Охотница» (Франция, 1928—1930 гг.)

14 июня 1927 года Хайме Сабартес с семьёй переезжает из Гватемалы в Барселону для медицинского обследования сына, у которого было обнаружено психическое заболевание. Тяжёлая болезнь сына усугубила кризис в супружеских отношениях, закончившийся разводом. В 1928 году, оставив жене и сыну все имеющиеся средства, Сабартес вместе со своей молодой подругой Мерседес Иглесиас (Mercedes Iglesias) переезжает в Париж, где обращается за финансовой поддержкой к Пикассо для отъезда в Монтевидео, где Сабартес работал журналистом в газете «El Día». В 1928—1930 годы, до отъезда в Уругвай, Сабартес организует в Париже массовое производство скульптур, в сотрудничестве с Анри-Полем Реем. Сохранились бронзовые скульптурные композиции того периода с подписью Сабартеса.
13 июля 1935 года в своём письме Пикассо пригласил Сабартеса в Париж, чтобы помочь ему с его личными делами, и предложил ему работу технического секретаря. Сабартес принял это предложение и вместе с женой переехал в Париж 12 ноября.
В 1937 году Сабартес вновь обратился к скульптуре. В оккупированном Париже он продолжает работать над бронзовыми скульптурами Пикассо, несмотря на финансовые сложности и дефицит металла. В 1947 и 1948 годах Сабартес опубликовал два романа: «Don Julián» (1947) и «Son Excellence» (1948), где описал атмосферу эпохи диктатуры Мануэль Эстрада Кабреры.
В 1953 году умерла его вторая жена Мерседес Иглесиас.
В 1960 году Сабартес передал свою коллекцию произведений живописи в дар городу Барселоне для организации музея Пикассо. Музей Пабло Пикассо открылся 9 мая 1963 года в готическом дворце Беренгер де Агилар (кат. Berenguer de Aguilar) под названием «Коллекция Сабартеса». Экспозиция была позднее расширена за счёт пожертвований самого Пикассо и его семьи.
В 1968 году Сабартес был частично парализован и умер 13 февраля в возрасте 87 лет. После смерти Сабартеса Пикассо в знак своей любви к городу и в дополнение к «Коллекции Сабартеса» передал в 1970 году в музей около 2450 работ (полотен, гравюр и рисунков), 141 работу из керамики.